# Tedrow Glacier
Tedrow Glacier är en glaciär i Antarktis. Den ligger i Östantarktis. Nya Zeeland gör anspråk på området. Tedrow Glacier ligger 1 217 meter över havet.
Terrängen runt Tedrow Glacier är bergig åt sydost, men åt nordväst är den kuperad. Trakten är obefolkad. Det finns inga samhällen i närheten. 